# Долговка (Ленинградская область)
Долго́вка — деревня в Толмачёвском городском поселении Лужского района Ленинградской области.

## История
Впервые упоминается в Писцовой книге Водской пятины 1500 года, как деревня Долгое на речке на Ещере в Никольском Бутковском погосте Новгородского уезда.
По данным 1582 года деревня обезлюдела.
Начиная с 1678 года стала упоминаться под названием Долговка.
Деревня Долговка обозначена на карте Санкт-Петербургской губернии 1792 года, А. М. Вильбрехта.
В 1805 году в деревне останавливался М. И. Кутузов.
На карте Санкт-Петербургской губернии Ф. Ф. Шуберта 1834 года, обозначена деревня Долговка, состоящая из 38 дворов.

ДОЛГОВКА — деревня принадлежит Ораниенбаумскому дворцовому правлению, число жителей по ревизии: 169 м. п., 187 ж. п.; Местопребывание пристава.

В оной:

а) Этапное помещение

б) Почтовая станция. (1838 год)

ДОЛГОВКА — деревня Ораниенбаумского дворцового правления, по почтовому тракту, число дворов — 64, число душ — 174 м. п. (1856 год)

ДОЛГОВКА — деревня Дворцового ведомства при реке Ящере, число дворов — 70, число жителей: 168 м. п., 165 ж. п.;
 Часовня православная. Сельское училище. Этапная тюрьма. (1862 год)

- Деревня Долговка на карте 1863 года

Согласно карте из «Исторического атласа Санкт-Петербургской губернии» 1863 года, деревня состояла из двух частей: Старая Долговка и Новая Долговка.

ДОЛГОВКА — деревня бывшая удельная, при реке Ящере. Дворов — 75, жителей — 413. Часовня, школа, 3 лавки. (1885 год)

Согласно данным первой переписи населения Российской империи:

ДОЛГОВКА — деревня, православных — 509,  мужчин — 243, женщин — 277, обоего пола — 520. (1897 год)

В конце XIX — начале XX века деревня административно относилась к Луговской волости 1-го стана Лужского уезда Санкт-Петербургской губернии.
С 1917 по 1926 год деревня входила в состав Долговского сельсовета Луговской волости Лужского уезда.
С 1926 по 1927 год — Толмачёвской волости. Затем, Долговского сельсовета Лужского района.
По данным 1933 года деревня Долговка являлась административным центром Долговского сельсовета Лужского района, в который входили 5 населённых пунктов: деревни Долговка, Кушкино, Пелково, хутор Гладкие Пожни и выселок Халтурина, общей численностью 972 человека.
По данным 1936 года в состав Долговского сельсовета входили 4 населённых пунктов, 230 хозяйств и 3 колхоза.
В 1939 году население деревни составляло 511 человек.
Деревня была освобождена от немецко-фашистских оккупантов 9 февраля 1944 года.
В 1961 году население деревни составляло 325 человек.
По данным 1966, 1973 и 1990 годов деревня Долговка входила в состав Толмачёвского сельсовета.
В 1997 году в деревне Долговка Толмачёвской волости проживали 156 человек, в 2002 году — 129 человек (русские — 88 %).
В 2007 году в деревне Долговка Толмачёвского ГП — 87 человек.

## География
Деревня расположена в северной части района на федеральной автомобильной дороге Р23 «Псков» (E 95, Санкт-Петербург — граница с Белоруссией).
Расстояние до административного центра поселения — 13 км.
Ранее трасса проходила через деревню, но после того, как был построен обход вокруг населённого пункта, участок старой дороги используется для проезда с шоссе на автодорогу, ведущую в строящийся дачный посёлок «Заповедное», деревню Пёлково и южные территории федерального заповедника-заказника «Мшинское болото».
Расстояние до ближайшей железнодорожной станции Толмачёво — 11 км.
Деревня находится в месте слияния рек Ящера и Долгуша.

## Демография
| 1862 | 2007 | 2010 | 2017 |
| ---- | ---- | ---- | ---- |
| 333  | ↘87  | ↘37  | ↗60  |

## Улицы
Заречная, Зелёная, Ленина, Нагорная, Первомайская, Речная.